# Узун, Григорий Владимирович
Григорий Владимирович Узун (рум. Grigorii Uzun; род. 14 ноября 1986, Вулканешты, Молдавская ССР, СССР) — молдавский политик и бизнесмен. Депутат Народного Собрания Гагаузии (2016—2021), а также депутат парламента Республики Молдова от Партии социалистов Республики Молдова (2021).

## Биография
Родился 14 ноября 1986 года в Вулканештах. В 1999 году в возрасте 13 лет переехал в Россию, где работали его родители. Там окончил среднее образование, а затем учился в Омском государственном техническом университете. Неоднократно заявлял о том, что несмотря на квалификацию инженера-нефтяника, никогда не работал в этой отрасли. После окончания университета основал транспортный бизнес, названный в его честь.
Позже вернулся в Молдову и был «доверенным лицом» кандидата в президенты Игоря Додона, который в то время был лидером Партии социалистов Республики Молдова (ПСРМ), во время президентских выборов в Республике Молдова в 2016 году. В январе 2017 года стал депутатом Народного Собрания Гагаузии после того, как был избран в избирательном округе Вулканешты на выборах в НСГ в 2016 году. Занимал пост председателя комиссии ассамблеи по здравоохранению, социальной защите, семье и работе. Драка, в которой он участвовал с несколькими другими людьми в Вулканештах 19 января 2019 года, привела к тому, что несколько местных советников города потребовали его отставки.
Занимал 37-е место в списке кандидатов ПСРМ на парламентских выборах в Республике Молдова 2019 года. В 2021 году стал депутатом парламента Республики Молдова от ПСРМ, сменив Владимира Головатюка после того, как тот был назначен послом Республики Молдова в России. Он не был переизбран на этот пост на досрочных парламентских выборах в Республике Молдова 2021 года. Официально поддержанный ПСРМ баллотировался в качестве независимого кандидата на выборах башкана (главы) Гагаузии в 2023 году. Во втором туре, состоявшемся 14 мая, он потерпел поражение кандидату от партии «Шор» Евгении Гуцул. Набрал 24 926 (47,66 %) голосов избирателей, в то время как Гуцул набрала 27 374 (52,34 %) из них. А в первом туре получил 14 849 (26,4 %) голосов, приблизившись к отметкам Гуцул,набравшей 14 890 (26,47 %) из них.